# Xenorhina
Xenorhina – rodzaj płazów bezogonowych z podrodziny Asterophryinae w rodzinie wąskopyskowatych (Microhylidae).

## Zasięg występowania
Rodzaj obejmuje gatunki występujące na Nowej Gwinei i niektórych wyspach satelickich.

## Systematyka

### Etymologia
- Xenorhina: gr. ξενος xenos „dziwny”[7]; ῥις rhis, ῥινος rhinos „nos, pysk”[8].
- Xenobatrachus: gr. ξενος xenos „dziwny”; βατραχος batrakhos „żaba”[9]. Gatunek typowy:  Xenobatrachus ophiodon Peters & Doria, 1878.
- Choanacantha: gr. χοανη khoanē „przewód, kanalik”[10]; ακανθα akantha „cierń, kolec”, od ακη akē „punkt”[11]. Gatunek typowy: Choanacantha rostrata Méhely, 1898.
- Pseudengystoma: gr. ψευδος pseudos „fałszywy”[12]; rodzaj Engystoma[a] Fitzinger, 1826. Gatunek typowy: Pseudengystoma bouwensi De Witte, 1930.

### Podział systematyczny
Do rodzaju należą następujące gatunki:

- Xenorhina adisca Kraus & Allison, 2003
- Xenorhina anorbis (Blum & Menzies, 1989)
- Xenorhina arboricola Allison & Kraus, 2000
- Xenorhina arfakiana (Blum & Menzies, 1989)
- Xenorhina arndti Günther, 2010
- Xenorhina bidens Van Kampen, 1909
- Xenorhina bouwensi (De Witte, 1930)
- Xenorhina brachyrhyncha Kraus, 2011
- Xenorhina eiponis Blum & Menzies, 1989
- Xenorhina fuscigula (Blum & Menzies, 1989)
- Xenorhina gigantea Van Kampen, 1915
- Xenorhina huon (Blum & Menzies, 1989)
- Xenorhina lacrimosa Günther & Richards, 2021
- Xenorhina lanthanites (Günther & Knop, 2006)
- Xenorhina macrodisca Günther & Richards, 2005
- Xenorhina macrops Van Kampen, 1913
- Xenorhina mehelyi (Boulenger, 1898)
- Xenorhina minima (Parker, 1934)
- Xenorhina multisica (Blum & Menzies, 1989)
- Xenorhina obesa (Zweifel, 1960)
- Xenorhina ocellata Van Kampen, 1913
- Xenorhina ophiodon (Peters & Doria, 1878)
- Xenorhina oxycephala (Schlegel, 1858)
- Xenorhina parkerorum Zweifel, 1972
- Xenorhina perexigua Günther & Richards, 2021
- Xenorhina pohleorum Günther & Richards, 2021
- Xenorhina rostrata (Méhely, 1898)
- Xenorhina salawati Günther, Richards, Tjaturadi & Krey, 2020
- Xenorhina scheepstrai (Blum & Menzies, 1989)
- Xenorhina schiefenhoeveli (Blum & Menzies, 1989)
- Xenorhina similis (Zweifel, 1956)
- Xenorhina subcrocea (Menzies & Tyler, 1977)
- Xenorhina thiekeorum Günther & Richards, 2021
- Xenorhina tillacki Günther, Richards & Dahl, 2014
- Xenorhina tumulus (Blum & Menzies, 1989)
- Xenorhina varia Günther & Richards, 2005
- Xenorhina ventrimaculata Günther, Dahl, and Richards, 2021
- Xenorhina waigeo Günther, Richards, Tjaturadi, and Krey, 2020
- Xenorhina wiegankorum Günther and Richards, 2021
- Xenorhina woxvoldi Günther and Richards, 2021
- Xenorhina zweifeli (Kraus & Allison, 2002)